# Combinata nordica ai XIX Giochi olimpici invernali
Nella combinata nordica ai XIX Giochi olimpici invernali furono disputate tre gare, riservate agli atleti di sesso maschile: la sprint, l'individuale e la gara a squadre.
La gara sprint, con prova dal trampolino lungo e 7,5 km di fondo, debuttò in sede olimpica dopo aver fatto del programma iridato da Trondheim 1999.

## Risultati

### Sprint
Presero il via 40 atleti e la prima prova disputata, il 21 febbraio, fu quella di salto. Sul trampolino K120 dello Utah Olympic Park Jumps si effettuò un solo salto, con valutazione della distanza e dello stile. S'impose il finlandese Samppa Lajunen davanti al tedesco Ronny Ackermann e all'altro finlandese Jaakko Tallus; undicesimo fu l'austriaco Felix Gottwald. Il giorno dopo si corse la 7,5 km di sci di fondo nella formula a inseguimento a tecnica libera, sul percorso che si snodava a Soldier Hollow con un dislivello massimo di 45 m; Gottwald, autore del quinto tempo, riuscì a risalire fino al bronzo superando Tallus, che non andò oltre il venticinquesimo tempo.
| Posizione | Atleta           | Nazione     | Tempo    |
| --------- | ---------------- | ----------- | -------- |
| 1         | Samppa Lajunen   | Finlandia   | 16:40,1  |
| 2         | Ronny Ackermann  | Germania    | + 0:09,0 |
| 3         | Felix Gottwald   | Austria     | + 0:40,2 |
| 4         | Jaakko Tallus    | Finlandia   | + 0:45,8 |
| 5         | Todd Lodwick     | Stati Uniti | + 0:52,0 |
| 6         | Daito Takahashi  | Giappone    | + 0:57,8 |
| 7         | Hannu Manninen   | Finlandia   | + 1:02,6 |
| 8         | Andreas Hartmann | Svizzera    | + 1:04,6 |
| 9         | Björn Kircheisen | Germania    | + 1:05,1 |
| 10        | Ludovic Roux     | Francia     | + 1:05,6 |

### Individuale
Presero il via 45 atleti e la prima prova disputata, il 9 febbraio, fu quella di salto. Sul trampolino K90 dello Utah Olympic Park Jumps si effettuarono due salti, con valutazione della distanza e dello stile. S'impose il finlandese Jaakko Tallus davanti all'austriaco Mario Stecher e all'altro finlandese Samppa Lajunen; undicesimo fu l'altro austriaco Felix Gottwald. Il giorno dopo si corse la 15 km di sci di fondo sul percorso che si snodava a Soldier Hollow con un dislivello massimo di 76 m; Gottwald, autore del miglior tempo, riuscì a risalire fino al bronzo superando Stecher (trentunesimo tempo), sopravanzato anche da Lajunen (sesto tempo) al pari di Tallus (ventesimo tempo), che tuttavia scalò di solo una posizione.
| Posizione | Atleta           | Nazione     | Tempo    |
| --------- | ---------------- | ----------- | -------- |
| 1         | Samppa Lajunen   | Finlandia   | 39:11,7  |
| 2         | Jaakko Tallus    | Finlandia   | + 24,7   |
| 3         | Felix Gottwald   | Austria     | + 54,8   |
| 4         | Ronny Ackermann  | Germania    | + 1:16,1 |
| 5         | Björn Kircheisen | Germania    | + 1:44,2 |
| 6         | Mario Stecher    | Austria     | + 2:19,1 |
| 7         | Todd Lodwick     | Stati Uniti | + 2:27,7 |
| 8         | Kristian Hammer  | Norvegia    | + 2:29,1 |
| 9         | Andreas Hartmann | Svizzera    | + 2:30,6 |
| 10        | Nicolas Bal      | Francia     | + 2:31,6 |

### Gara a squadre
Presero il via 10 squadre nazionali e la prima prova disputata, il 16 febbraio, fu quella di salto. Sul trampolino K90 dello Utah Olympic Park Jumps s'impose la Finlandia davanti all'Austria e agli Stati Uniti; quinta si classificò la Germania. Il giorno dopo si corse la staffetta 4x5 km di sci di fondo sul percorso che si snodava a Soldier Hollow con un dislivello massimo di 77 m; a vincere fu la Norvegia davanti alla Germania e all'Austria; sesta si classificò la Finlandia, che conservò la prima posizione. La Germania risalì fino al secondo posto sopravanzando l'Austria, mentre la Norvegia, decima nella prima prova, non riuscì a recuperare il divario accumulato. A loro volta gli Stati Uniti, quarti nel fondo, scalarono fino al quarto posto finale. La Russia non concluse la gara.
| Posizione | Nazione     | Atleti                                                             | Tempo    |
| --------- | ----------- | ------------------------------------------------------------------ | -------- |
| 1         | Finlandia   | Samppa Lajunen Jari Mantila Jaakko Tallus Hannu Manninen           | 48:42,2  |
| 2         | Germania    | Björn Kircheisen Georg Hettich Marcel Höhlig Ronny Ackermann       | + 0:07,5 |
| 3         | Austria     | Mario Stecher Michael Gruber Felix Gottwald Christoph Bieler       | + 0:11,0 |
| 4         | Stati Uniti | Todd Lodwick Bill Demong Johnny Spillane Matt Dayton               | + 1:11,9 |
| 5         | Norvegia    | Sverre Rotevatn Lars Andreas Østvik Jan Rune Grave Kristian Hammer | + 2:39,9 |
| 6         | Francia     | Frédéric Baud Ludovic Roux Kevin Arnould Nicolas Bal               | + 2:53,3 |
| 7         | Svizzera    | Andreas Hurschler Jan Schmid Ivan Rieder Ronny Heer                | + 3:25,7 |
| 8         | Giappone    | Gen Tomii Kenji Ogiwara Satoshi Mori Daito Takahashi               | + 3:44,3 |
| 9         | Rep. Ceca   | Petr Šmejc Milan Kučera Lukáš Heřmanský Pavel Churavý              | + 4:46,6 |

## Medagliere per nazioni
| Pos. | Paese     | Oro | Argento | Bronzo | Totale |
| ---- | --------- | --- | ------- | ------ | ------ |
| 1    | Finlandia | 3   | 1       | 0      | 4      |
| 2    | Germania  | 0   | 2       | 0      | 2      |
| 3    | Austria   | 0   | 0       | 3      | 3      |